# Кашляваць
45°52′ пн. ш. 17°00′ сх. д. / 45.87° пн. ш. 17.00° сх. д.
Кашляваць (хорв. Kašljavac) — населений пункт у Хорватії, у Б'єловарсько-Білогорській жупанії у складі громади Шандроваць.

## Населення
Населення за даними перепису 2011 року становило 153 осіб.
Динаміка чисельності населення поселення: